# Aniba pilosa
Aniba pilosa är en lagerväxtart som beskrevs av H. van der Werff. Aniba pilosa ingår i släktet Aniba och familjen lagerväxter. Inga underarter finns listade i Catalogue of Life.